# Писмо (филм из 1940)
Писмо (енгл. The Letter) је амерички филм ноар из 1940. године, са Бети Дејвис у главној улози. Био је номинован за седам Оскара, између осталих и за најбољи филм, најбољег режисера и најбољу глумицу.

## Радња
На богатој плантажи изван Хонг Конга чује се пуцањ. Уплашене слуге трче ка кући и виде убијеног човека, а изнад њега господарицу са пиштољем. Убрзо долази њен муж и доводи адвоката, коме необично смирена Лесли прича како је и зашто убила човека. Каже да је питао да уђе на пиће, и да му је она дозволила, али да је постао превише дрзак и смео, па је покушао да је напаствује и она је реаговала. После неколико дана, непосредно пред судску парницу, њен адвокат сазнаје да је убијени од Лесли добио писмо у коме га она позива код себе, пошто јој супруг није код куће, што закомпликује и одведе у супротном правцу цео процес.

## Улоге
| Глумац          | Улога         |
| --------------- | ------------- |
| Бети Дејвис     | Лесли Крозби  |
| Херберт Маршал  | Роберт Крозби |
| Џејмс Стивенсон | Хауард Џојс   |
| Гејл Сондергард | гђа. Хамон    |
| Виктор Сен Јунг | Он Чи Сенг    |